# Cecil Bødker
Cecil Bødker (Comune di Fredericia, 27 marzo 1927 – Danimarca, 19 aprile 2020) è stata una scrittrice e poetessa danese.

## Biografia
Nata nel 1927 nel Comune di Fredericia, ha esordito nel 1955 con la raccolta di liriche Luseblomster pubblicata con lo pseudonimo di "Cecil Skar".
É principalmente nota per la serie di libri per ragazzi avente per protagonista l'orfano Silas che gli è valsa il prestigioso Premio Hans Christian Andersen alla carriera nel 1976, unica danese a ricevere il riconoscimento.
É morta il 19 aprile 2020 a 93 anni dopo una lunga malattia.

## Opere

### Libri per adulti
- Luseblomster (1954)
- Fygende heste (1956)
- Anadyomene (1959)
- Øjet (1961)
- Tilstanden Harley (1965)
- Pap (1967)
- I vædderens tegn (1968)
- Timmerlis (1969)
- Leoparden (1970)
- Døvens dør (1971)
- Vædderen (1963)
- Salthandlerskens hus (1972)
- En vrangmaske i vorherres strikketøj (1974)
- Barnet i sivkurven (1975)
- Da jorden forsvandt (1975)
- Den udvalgte (1977)
- En håndsræknig (1978)
- Flugten fra Farao (1980)
- Evas ekko (1980)
- Tænk på Jolande (1981)
- Indespærret (1981)
- Den lange vandring (1982)
- Syv år for Rakel (1982)
- Marias barn : drengen (1983)
- Marias barn : manden (1984)
- Ægget der voksede (1987)
- Hungerbarnet (1990)
- Men i hvert fald i live (1995)
- Fru Hilde (1996)
- Mens tid er (1997)
- Siffrine (2003)

### Libri per ragazzi

#### Serie Silas
- Silas e la giumenta nera (Silas og den sorte hoppe, 1967), Milano, Mondadori, 1975 traduzione di Francesco Saba Sardi, illustrazioni di Renata Meregaglia
- Silas og Ben-Godik (1969)
- Silas fanger et firspand (1972)
- Silas stifter familie (1976)
- Silas på Sebastiansbjerget (1977)
- Silas og Hestekragen mødes igen (1978)
- Silas møder Matti (1979)
- Silas - livet i bjergbyen (1984)
- Silas - de blå heste (1985)
- Silas - Sebastians arv (1986)
- Silas - ulverejsen (1988)
- Silas - testamentet (1992)
- Silas og flodrøverne (1998)
- Silas - fortrøstningens tid (2001)

#### Serie Jerutte
- Jerutte (1975)
- Jerutte redder Tom og Tinne (1975)
- Jerutte og bjørnen fra Ræverød (1976)
- Jerutte besøger Hundejens (1977)

#### Serie Tavs
- Fortælling omkring Tavs (1971)
- Vandgården (1989)
- Malvina (1990)

## Premi e riconoscimenti
Kritikerprisen
- 1961

Kulturministeriets Børnebogspris
- 1968

Mildred L. Batchelder Award
- 1977 vincitrice con The Leopard[4]

Premio Hans Christian Andersen
- 1976 vincitrice nella sezione "Scrittori"

Det Danske Akademis Store Pris
- 1998